# Ludwig Schick

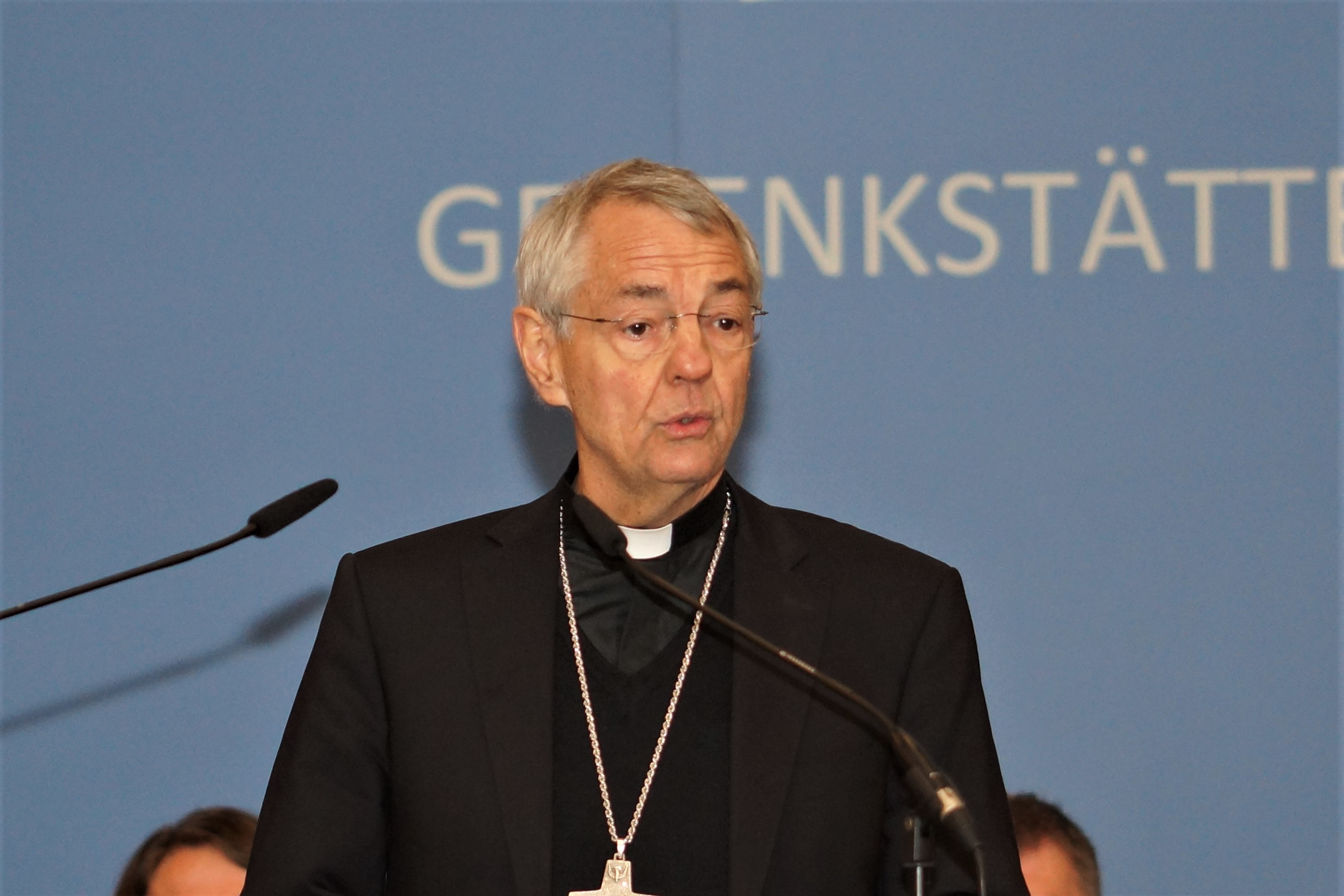
Ludwig Schick en octobre 2018.

Ludwig Schick, né le 22 septembre 1949 à Marbourg, est un professeur et prélat catholique allemand, évêque auxiliaire de Fulda de 1998 à 2002 et archevêque métropolitain de Bamberg de 2002 à 2022.

## Biographie

### Formation
Deuxième enfant de Joseph Schick, inspecteur des impôts, et de sa femme Auguste, Ludwig Schick naît le 22 septembre 1949 à Marbourg.
Après avoir étudié au séminaire Saint-Jean à Amöneburg en 1969, il étudie la théologie et la philosophie à la Faculté de théologie catholique de Fulda. Le 15 juin 1975, il reçoit l'ordination sacerdotale de la part de Eduard Schick (de), avec lequel il n'a aucun lien de parenté, en la cathédrale de Fulda ; il travaille ensuite comme aumônier à Neuhof. Par la suite, il obtient son doctorat à l'Université pontificale grégorienne à Rome, le 19 novembre 1980 avec une thèse intitulée Le triple ministère du Christ et de l'Église.

### Carrière ecclésiastique
En 1981, l'abbé Schick enseigne le droit canonique au séminaire catholique de Fulda ainsi qu'à l'Université de Marbourg de 1985 à 2002. Il a été professeur de droit canon. De 1981 à 1993, il officier œcuménique et président de la Commission œcuménique. En 1987, il est nommé chanoine du diocèse de Fulda et, le 1er septembre 1995, il est nommé vicaire général de ce même diocèse.
Le pape Jean-Paul II, qui lui a déjà décerné le titre de prélat d'honneur de Sa Sainteté en 1996, le nomme évêque titulaire d'Auzia et évêque auxiliaire de Fulda, le 20 mai 1998. Il reçoit la consécration épiscopale le 12 juillet de la même année, des mains de Johannes Dyba.
Le 28 juin 2002, il est nommé archevêque de l'archidiocèse de Bamberg par Jean-Paul II ; le 21 septembre de la même année, il s'y installe solennellement en présence de Giovanni Lajolo. Le 29 juin 2003, Schick reçoit le pallium des mains du pape Jean-Paul II.
Il est également membre de la Commission mondiale de l'Église et de la Commission pastorale au sein de la Conférence épiscopale allemande.

## Fondations
Ludwig Schick est le fondateur de deux associations :

### Familienstiftung Kinderreich
La Familienstiftung Kinderreich (Institution pour les enfants et la famille) est une association aidant les familles au quotidien ; la famille étant considérée comme « la cellule originelle de la vie sociale et religieuse ». Selon Schick, les valeurs telles que le respect, la gentillesse, le pardon doivent être promues au quotidien dans la famille.

### Stiftung Brot für alle Menschen
Au travers de la Stiftung Brot für alle Menschen (Association du pain pour tous les Hommes), Schick poursuit un triple objectif ; tout d'abord, il encourage l'agriculture à petite échelle par les pays en développement, notamment en distribuant des semences, engrais et installations d'irrigation aux agriculteurs. Le deuxième pilier de la fondation est de partager le savoir-faire, en particulier en matière de formation technique agricole. Le troisième but de l'association est de distribuer de la nourriture, en particulier dans le Sahel et en Afrique du Nord, où les récoltes sont quasi-nulles.

## Succession apostolique
Ludwig Schick a ordonné les évêques suivants :
- Évêque Gregor Maria Franz Hanke, O.S.B. (2006)
- Archevêque Herwig Gössl (2014)
- Évêque Franz Jung (2018)